# 2 Puppis A
2 Puppis A è una stella bianca nella sequenza principale di magnitudine 6,04 situata nella costellazione della Poppa. Dista 443 anni luce dal sistema solare.

## Osservazione
Si tratta di una stella situata nell'emisfero celeste australe; grazie alla sua posizione non fortemente australe, può essere osservata dalla gran parte delle regioni della Terra, sebbene gli osservatori dell'emisfero sud siano più avvantaggiati. Nei pressi dell'Antartide appare circumpolare, mentre resta sempre invisibile solo in prossimità del circolo polare artico. La sua magnitudine pari a 6 la pone al limite della visibilità ad occhio nudo, pertanto per essere osservata senza l'ausilio di strumenti occorre un cielo limpido e possibilmente senza Luna.
Il periodo migliore per la sua osservazione nel cielo serale ricade nei mesi compresi fra dicembre e maggio; da entrambi gli emisferi il periodo di visibilità rimane indicativamente lo stesso, grazie alla posizione della stella non lontana dall'equatore celeste.

## Caratteristiche fisiche
2 Puppis A è una stella bianca di sequenza principale, separata da 16,8 secondi d'arco e con angolo di posizione di 339 gradi si trova 2 Puppis B, con la quale forma una binaria visuale. In una pubblicazione di Ammons e soci del 2006 la distanza di A è però molto superiore a quella di B, e in questo caso le stelle non sarebbero legate gravitazionalmente tra loro.
A 100,5 secondi d'arco da A e con angolo di posizione di 228 gradi c'è un'altra compagna visuale, 2 Puppis C.